# Sromowska Sajba
Sromowska Sajba – polana w Pieninach Czorsztyńskich. Administracyjnie należy do wsi Sromowce Wyżne w województwie małopolskim, w powiecie nowotarskim, w gminie Czorsztyn. Znajduje się na południowych stokach głównego grzbietu Pienin między Kozią Górą i Rabsztynem. Polana jest prywatną własnością. W istocie są to dwie polany oddzielone miedzą, która zarosła drzewami. Znajduje się na obszarze Pienińskiego Parku Narodowego i gospodarka na niej podlega kontroli dyrekcji parku. Aby nie zarosła drzewami, jest koszona.
Sromowska Sajba położona jest na wysokości około 665–685 m. W niewielkiej odległości od polany wypływają dwa potoki: Lęborgowy i Głębokie. Poniżej, w kierunku na południowy zachód, znajduje się duża polana Nadstosie, wyżej polana Hałuszowska Sajba.